# Astragalus angustifolius
Espèce
Astragalus angustifolius est une espèce de plantes à fleurs de la famille des Fabaceae originaire du sud-est de l'Europe et du Moyen-Orient.

## Description
Cette astragale est une plante buissonnante pérenne.

## Répartition et habitat
Elle vit dans le sud-est de l'Europe (Albanie, Bulgarie, Crète, ex-Yougoslavie, Grèce) et au Moyen-Orient (Chypre, Liban, Syrie, Turquie).

## Nomenclature et systématique
Cette espèce a reçu d'autres appellations, synonymes mais non valides :
- Astragalus echinoides L'Hér.
- Astragalus echioides Willd.
- Astragalus erinaceus C.Presl
- Astragalus leucophyllus Willd.
- Astragalus olympicus Pall.
- Astragalus retusus Willd.
- Astragalus taygeteus Jim.Perss. & Strid